# Jasses
 Jasses es una población y comuna francesa, en la región de Aquitania, departamento de Pirineos Atlánticos, en el distrito de Oloron-Sainte-Marie y cantón de Navarrenx.

## Demografía
| 385 | 347 | 567 | 358 | 360 | 373 | 368 | 379 | 371 | 353 | 353 | 346 | 347 | 371 | 349 | 360 | 327 | 300 | 293 | 297 | 297 | 293 | 242 | 220 | 221 | 225 | 202 | 197 | 170 | 215 | 184 | 144 | 137 | 130 |
| Para los censos de 1962 a 1999 la población legal corresponde a la población sin duplicidades (Fuente: INSEE [Consultar]) |     |     |     |     |     |     |     |     |     |     |     |     |     |     |     |     |     |     |     |     |     |     |     |     |     |     |     |     |     |     |     |     |     |

## Economía
La principal actividad es la agrícola (ganadería, policultivo)